# Kosmos 1
Kosmos 1 ist die Tarnbezeichnung für einen unbemannten Satellit der Sowjetunion. Es war in der Sowjetunion üblich, nur erfolgreichen Missionen einen offiziellen Namen zu geben. Fehlgeschlagene Flüge wurden meistens gar nicht und Testflüge lediglich unter der allgemeinen Tarnbezeichnung Kosmos bekanntgegeben.